# 大牟田市立白川小学校
大牟田市立白川小学校（おおむたしりつしらかわしょうがっこう）は、福岡県大牟田市に所在する公立小学校。

## 所在地
- 大牟田市中白川町1丁目183番地

## 沿革
- 1946年（昭和21年）4月 - 白川国民学校として創立
- 1947年（昭和22年）4月 - 現校名に改称

## 通学区域
- 柿園（かきぞの）町1～3丁目
- 東新（ひがししん）町1・2丁目
- 通（とおり）町1丁目の一部
- 長溝（ながみぞ）町
- 八尻（はちじり）町1～3丁目
- 日出（ひので）町1～3丁目
- 椿黒（つばくろ）町の一部
- 浅牟田（あさむた）町
- 鳥塚（とりつか）町
- 上白川（かみしらかわ）町1・2丁目
- 中白川（なかしらかわ）町1～3丁目
- 下白川（しもしらかわ）町1・2丁目[1]

なお、「町」は通町のみ「ちょう」、残りはすべて「まち」と読む。
また、浅牟田町は全域が三井化学などの会社敷地となっており、定住人口は0人である。

## 周辺
- 大牟田中央自動車学校
- 国道208号
- 福岡県道・熊本県道5号大牟田南関線
- 堂面川